# Maojian
Maojian (en chino, 茅箭; pinyin, Máojiàn; Wade-Giles, mao chien) es un distrito urbano bajo la administración directa de la Prefectura Shiyan  en la Provincia de Hubei, República Popular China.  Su área es de 536 km² y su población total para 2010 superó los 400 mil habitantes. 

## Administración
Desde junio  de 2023, el  Distrito Maojian  se divide en 7 pueblos que se administran en 4 subdistritos, 1   poblado y 2 villas.

## Toponimia
El topónimo Maojian [/máo-chíen/] se compone de los 
sinogramas Mao (paja) y Jian (flecha), se desconoce la estructura y la etimología del nombre. 
Una leyenda dice que en la antigüedad, había una cresta de tierra alargada y puntiaguda que se extendía hacia una curva del río. Esta formación estaba cubierta de hierba/paja (茅, máo) y su forma se asemejaba a una flecha (箭, jiàn), de ahí el nombre.